# Irene Franken

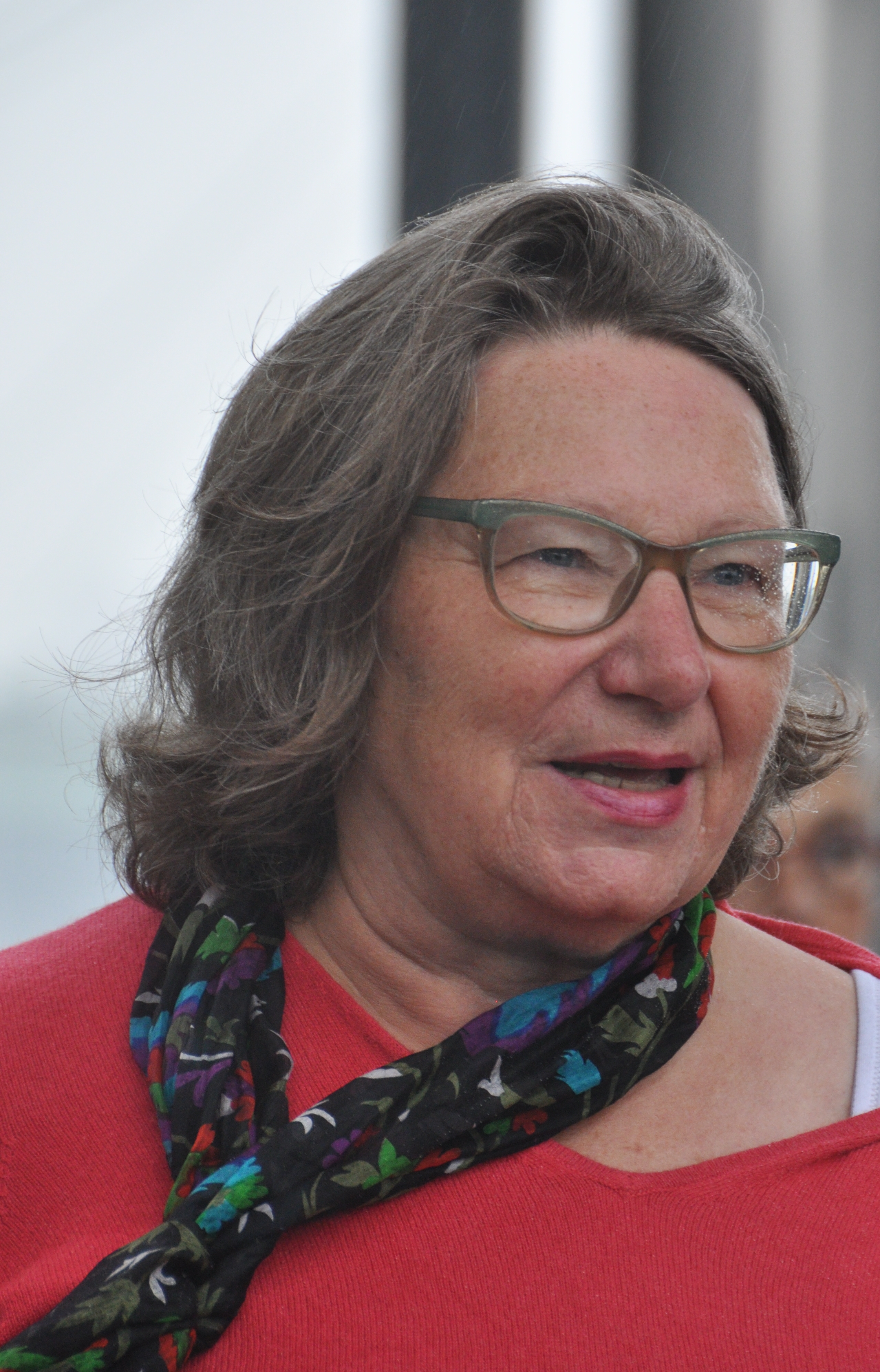
Irene Franken (2020)

Irene Franken (* 1952 in Düsseldorf) ist eine deutsche Historikerin und Publizistin. Sie ist Mitbegründerin des Kölner Frauengeschichtsvereins und wurde 2017 mit der Alternativen Ehrenbürgerschaft in Köln ausgezeichnet.

## Leben
Von 1964 bis 1972 besuchte Irene Franken das Städtische Clara Schumann Gymnasium in Düsseldorf. Anschließend studierte sie an der Universität zu Köln die Fächer Deutsch und Geschichte für das Lehramt an der Realschule. Von 1979 bis 1981 arbeitete sie als Realschullehrerin und legte ihre Zweite Staatsprüfung für das Lehramt an Realschulen ab. Ab 1978 organisierte sie im Frauenbuchladen Rhiannon Lesungen, Ausstellungen sowie die Öffentlichkeitsarbeit. Im Jahr 1984 gründete sie zusammen mit Gwen Edith Kiesewalter das Frauengeschichtsprojekt Frau Dr. Faust meets Agrippina, aus dem sich 1986 der Kölner Frauengeschichtsverein gegründet hat. Irene Franken gehörte zu den Initiatorinnen und Gründerinnen des Vereins, dessen Geschäftsführerin sie seit 1989 ist. Seit dieser Zeit konzipiert sie Museumsführungen und Stadtexkursionen speziell für Frauen sowie zahlreiche Ausstellungen, unter anderem in Kooperation mit dem Anne-Frank-Haus Amsterdam, dem NS-Dokumentationszentrum der Stadt Köln, dem Sozialdienst katholischer Frauen und dem Landschaftsverband Rheinland. Im Jahr 1986 war sie an der Gründung des Zusammenschlusses  des deutschen, schweizerischen und österreichischen Stadtführerinnen Miss Marples Schwestern beteiligt. Irene Franken war an verschiedenen Forschungsprojekten u. a. des Kölnarchivs und der Friedrich-Ebert-Stiftung zur Geschichten der Frauen in Köln beteiligt. Ab 1992 war sie an der Einrichtung und Organisation des Feministischen Archivs und Dokumentationszentrums im FrauenMediaTurm Köln beteiligt. Von 1999 bis 2005 war Irene Franken Mitarbeiterin beim Landschaftsverband Rheinland, zunächst bei der Gleichstellungsstelle, ab 2002 als stellvertretende Hauptgeschäftsführerin für Presse und Marketing, beschäftigt.
2015 wurde sie als Regionaljurorin für den Geschichtswettbewerb des Bundespräsidenten für junge Menschen berufen.
In Köln setzte sie sich 1986 ein, dass das Seidenmachergäßchen  und Unter Riemenschneidern in die neuen Straßennamen Seidenmacherinnengäßchen bzw. Unter Seidmacherinnen umbenannt wurde, nachdem sie durch die historische Forschung nachweisen konnte, dass nur Frauen in diesem Beruf tätig waren. Durch ihre Intervention, gemeinsam mit Petra May, wurde 1987 erreicht, dass anstelle der ursprünglich fünf vorgesehenen Statuen heute 18 Frauen aus der Kölner Stadtgeschichte in das Figurenprogramm am Kölner Ratsturm aufgenommen wurden.

## Auszeichnungen
1997 erhielt Irene Franken als Anerkennung „für herausragende Verdienste um die landschaftliche Kulturpflege“ vom Landschaftsverband Rheinland den Rheinlandtaler.
Im Jahr 2004 erhielt Irene Franken für ihr jahrzehntelanges feministisches Engagement den Inge-von-Bönninghausen-Preis. Gemeinsam mit dem Kölner Frauengeschichtsverein wurde sie 2015 mit dem Anneke-Preis ausgezeichnet. Am 8. Januar 2017 erhielt Irene Franken für ihren Einsatz um die Erforschung der Geschichte der Frauen in Köln die Alternative Ehrenbürgerschaft vom Bürgerkomitee.

## Werke
- Hexen. Die Verfolgung von Frauen in Köln. Volksblatt Verlag, Köln 1987, ISBN 3-923243-32-4 (mit Ina Hoerner)
- Köln der Frauen. Ein Stadtwanderungs- und Lesebuch. Volksblatt-Verlag, Köln 1991, ISBN 3-923243-94-4 (mit Christiane Kling-Mathey (Hrsg.))
- Köln. Der Frauen-Stadtführer. Kiepenheuer & Witsch, Köln 1995, ISBN 3-462-02415-9
- „JA, DAS STUDIUM DER WEIBER IST SCHWER“. Studentinnen und Dozentinnen an der Kölner Universität bis 1933. Katalog zur Ausstellung in der Universitäts- und Stadtbibliothek Köln, 28. April-10. Juni 1995. Köln M & T Verlag, 1995
- Hexen. Verfolgung in Köln. Emons, Köln 2000, ISBN 3-89705-173-7 (mit Ina Hoerner)
- Was erreicht? Frauenbewegte Lebensgeschichten aus der Sicht unterschiedlicher Kulturen. Hrsg. vom Kölner Frauengeschichtsverein. Schmidt von Schwind, Köln 2001, ISBN 3-932050-19-3 (mit Shirin Jazaeri und Renate Staudenmeyer)
- Frauen in Köln. Der historische Stadtführer. J.P. Bachem, Köln 2008, ISBN 978-3-7616-2029-8

### Aufsätze
- Bleibt länger nicht die Betrogenen! Die demokratische Feministin Mathilde Franziska Anneke in Köln (1847–1849), in: Das war ’ne heiße Märzenzeit. Revolution im Rheinland 1848/49, Fritz Bilz & Klaus Schmidt (Hrsg.), Verlag PapyRossa, Köln 1998.
- Der Jungfrau Colonia Herz für Lesben, in: Das andere Stadtbuch. Lesben und  Schwule in Köln, Melanie Grande, Michael Meiger, Marianne Rogler (Hrsg.), Verlag Kiepenheuer & Witsch, Köln 1996.
- Frauen in den Städten - Geschichte von Hexen, Huren und Heiligen? in: Der Städtetag,  43, 1990, H. 1, S. 10

## Ausstellungen und Projekte (Auswahl)
- Frau Dr. Faust meets Agrippina (1984)
- Die Frau in der Geschichte Kölns – Kunstausstellung (1986)
- Historische Kooperationen (1988)
- Oppositionelle Bewegungen in Köln in den 50er Jahren – Forschungsprojekt (1990–1991)
- Zehn Uhr pünktlich Gürzenich – Ausstellung  (1993–1995)
- Ja, das Studium der Weiber ist schwer!  – Ausstellung  (1995)
- Konzeption der Radroute Wasser, Wälder, Eisenhämmer, zusammen mit Dieter Grausdies und Gudrun Schwozer für den Landschaftsverband Rheinland und das Umweltamt der Stadt Köln (1996–1998)
- Konzeption und Betreuung des Begleitprogramms zur Ausstellung Anne Frank  eine Geschichte für heute, in Zusammenarbeit mit dem Anne-Frank-Haus Amsterdam und dem NS-Dokumentationszentrum Köln (1998)
- Konzeption einer Hörcollage zum 100. Geburtstag des Sozialdienstes katholischer Frauen (2000)
- Organisation und Programmgestaltung zur Ausstellung DieEineDieSelbeDieAndere – Fotoausstellung von Jane Dunker (2002)
- Konzeption und Durchführung der Führung Schlummere sanft teure Frau – Frauen auf dem Kölner Melatenfriedhof  (2002)
- Organisation eines Beginentages,  Melanchthon-Akademie (2004)
- Konzeption und Durchführung des Stadtführung Wo Casanova seine Lektion lernte  – Hochzeit & Liebe in Köln (2005)
- 25 Jahre CSD in Köln – Ausstellung, in Kooperation mit dem Centrum Schwule Geschichte e.V (2016)